# Conus visseri
Conus visseri é uma espécie de gastrópode do gênero Conus, pertencente a família Conidae.